# Condados de Islandia
Islandia se divide en landsvæði (regiones). Los landsvæði se dividen, a su vez, en 23 condados, sýslur:

## Lista
| Nombre                         | Área (km²) |
| Árnessýsla                     | 7932       |
| Austur-Barðastrandarsýsla      | 1074       |
| Austur-Húnavatnssýsla          | 4295       |
| Austur-Skaftafellssýsla        | 3041       |
| Borgarfjarðarsýsla             | 1786       |
| Dalasýsla                      | 2078       |
| Eyjafjarðarsýsla               | 4089       |
| Gullbringusýsla                | 1216       |
| Kjósarsýsla                    | 664        |
| Mýrasýsla                      | 3092       |
| Norður-Ísafjarðarsýsla         | 1958       |
| Norður-Múlasýsla               | 10 568     |
| Norður-Þingeyjarsýsla          | 5393       |
| Rangárvallasýsla               | 7365       |
| Skagafjarðarsýsla              | 5040       |
| Snæfellsnes-og Hnappadalssýsla | 2163       |
| Strandasýsla                   | 3465       |
| Suður-Múlasýsla                | 3970       |
| Suður-Þingeyjarsýsla           | 11 134     |
| Vestur-Barðastrandarsýsla      | 1519       |
| Vestur-Húnavatnssýsla          | 2663       |
| Vestur-Ísafjarðarsýsla         | 1221       |
| Vestur-Skaftafellssýsla        | 5663       |

Condados de Islandia en 1703.

Condados de Islandia en 1988.

Además de los condados, existen 24 poblaciones independientes, o kaupstaðir:
- Akranes
- Akureyri
- Bolungarvík
- Dalvík
- Eskifjörður
- Garðabær
- Grindavík
- Hafnarfjörður
- Húsavík
- Ísafjörður
- Keflavík
- Kópavogur
- Neskaupstaður
- Njarðvík
- Ólafsfjörður
- Ólafsvík
- Reikiavik
- Sauðárkrókur
- Selfoss
- Seltjarnarnes
- Seyðisfjörður
- Siglufjörður
- Vestmannaeyjar